# Universidad Privada del Norte
La Universidad Privada del Norte (UPN) es una universidad particular fundada en la ciudad de Trujillo (Perú) el 5 de noviembre de 1994. La Universidad Privada del Norte se ubica en el vigésimo puesto entre las universidades peruanas según la clasificación de QS Quacquarelli Symonds (2019), y en el vigésimo sexto lugar según Webometrics (julio de 2019).

## Historia
La Universidad Privada del Norte fue fundada en 1994 en la ciudad de Trujillo, Perú. Un año después se inaugura el primer campus en la misma ciudad, y en 2002 el segundo campus en Cajamarca. En 2007 la universidad se integra a Laureate Internacional Universities.
En 2010, inauguró su primer campus de la ciudad de Lima, ubicado en el distrito de Los Olivos, luego siguieron los campus de Breña (2014), San Juan de Lurigancho (2016), Comas (2017) y Chorrillos (2019).
El 11 de noviembre de 2017, la Superintendencia Nacional de Educación Superior Universitaria (Sunedu) otorgó el licenciamiento institucional a esta universidad, con Resolución del Consejo Directivo N.º 062-2017-SUNEDU/CD.

## Campus

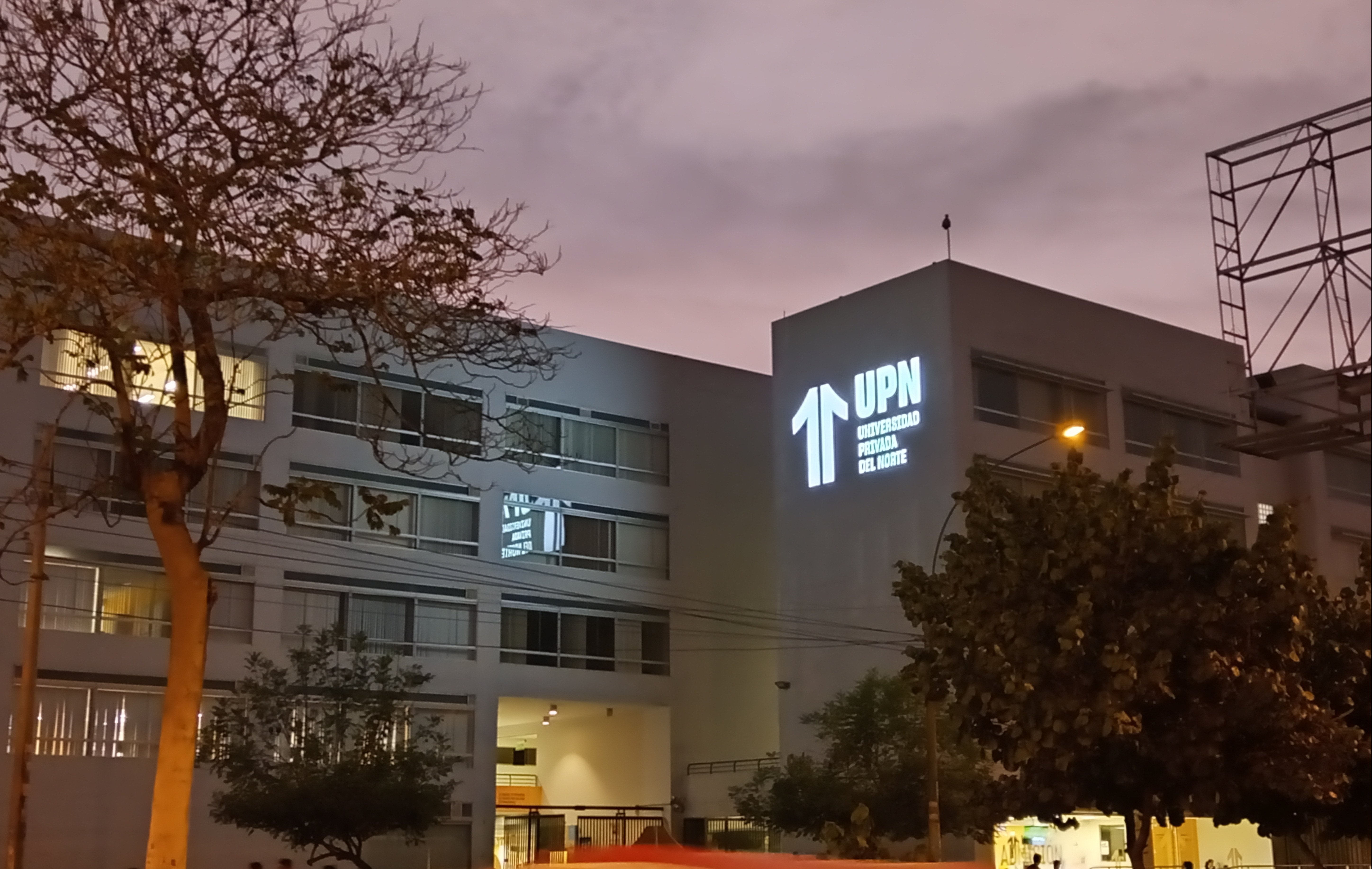
Campus de la UPN en el distrito de Comas

La Universidad Privada del Norte cuenta con cinco campus en Lima (Los Olivos, Comas, Breña, Chorrillos y San Juan de Lurigancho), además de una sede en Cajamarca y dos en Trujillo .
- Lima
  - Campus de Ate
  - Campus de Breña
  - Campus de Chorrillos
  - Campus de Comas
  - Campus de Los Olivos
  - Campus de San Juan de Lurigancho
- Cajamarca
  - Campus de Cajamarca
- Trujillo
  - Campus de El Molino
  - Campus de San Isidro

## Áreas académicas

### Pregrado
| Facultades                   | Programas académicos                         |
| ---------------------------- | -------------------------------------------- |
| Derecho y ciencias políticas | Derecho                                      |
| Ingeniería                   | Ingeniería Agroindustrial                    |
| Ingeniería                   | Ingeniería ambiental                         |
| Ingeniería                   | Ingeniería civil                             |
| Ingeniería                   | Ingeniería de minas                          |
| Ingeniería                   | Ingeniería de sistemas computacionales       |
| Ingeniería                   | Ingeniería electrónica                       |
| Ingeniería                   | Ingeniería empresarial                       |
| Ingeniería                   | Ingeniería en logística y transporte         |
| Ingeniería                   | Ingeniería geológica                         |
| Ingeniería                   | Ingeniería industrial                        |
| Ingeniería                   | Ingeniería mecatrónica                       |
| Comunicaciones               | Comunicación                                 |
| Comunicaciones               | Comunicación audiovisual en medios digitales |
| Comunicaciones               | Comunicación corporativa                     |
| Comunicaciones               | Comunicación y Diseño Gráfico                |
| Comunicaciones               | Comunicación y periodismo                    |
| Comunicaciones               | Comunicación y publicidad                    |
| Comunicaciones               | Educación y gestión del aprendizaje          |
| Ciencias de la salud         | Medicina                                     |
| Ciencias de la salud         | Enfermería                                   |
| Ciencias de la salud         | Nutrición y dietética                        |
| Ciencias de la salud         | Obstetricia                                  |
| Ciencias de la salud         | Psicología                                   |
| Ciencias de la salud         | Terapia física y rehabilitación              |
| Arquitectura y diseño        | Diseño industrial                            |
| Arquitectura y diseño        | Arquitectura y urbanismo                     |
| Arquitectura y diseño        | Arquitectura y diseño de interiores          |
| Negocios                     | Administración                               |
| Negocios                     | Administración bancaria y financiera         |
| Negocios                     | Administración y gestión comercial           |
| Negocios                     | Administración y marketing                   |
| Negocios                     | Administración y negocios internacionales    |
| Negocios                     | Administración y servicios turísticos        |
| Negocios                     | Contabilidad y finanzas                      |
| Negocios                     | Economía                                     |
| Negocios                     | Economía y negocios internacionales          |
| Negocios                     | Gastronomía y gestión de restaurantes        |

### Postgrado
| Área                   | Programas académicos                                |
| ---------------------- | --------------------------------------------------- |
| Maestrías presenciales | Administración de Empresas - MBA                    |
| Maestrías presenciales | Gestión de la Calidad y Gerencia de Proyectos       |
| Maestrías a distancia  | Administración Portuaria y Aduanas                  |
| Maestrías a distancia  | Administración Tributaria                           |
| Maestrías a distancia  | Ciberseguridad                                      |
| Maestrías a distancia  | Ciencia de Datos & IA                               |
| Maestrías a distancia  | Ciencias de Enfermería                              |
| Maestrías a distancia  | Contratación Pública                                |
| Maestrías a distancia  | Derecho Corporativo y Gestión Empresarial           |
| Maestrías a distancia  | Derecho Penal                                       |
| Maestrías a distancia  | Dirección de Instituciones Educativas               |
| Maestrías a distancia  | Dirección de Marketing y Comunicación Digital       |
| Maestrías a distancia  | Dirección de Operaciones y Cadena de Abastecimiento |
| Maestrías a distancia  | Dirección de Organizaciones                         |
| Maestrías a distancia  | Dirección y Gestión del Talento Humano              |
| Maestrías a distancia  | Docencia Universitaria                              |
| Maestrías a distancia  | Engineering Management                              |
| Maestrías a distancia  | Finanzas Corporativas                               |
| Maestrías a distancia  | Gerencia de la Construcción y Proyectos BIM         |
| Maestrías a distancia  | Gerencia de Marketing y Gestión Comercial           |
| Maestrías a distancia  | Gestión Ambiental                                   |
| Maestrías a distancia  | Gestión de la Calidad y Gerencia de Proyectos       |
| Maestrías a distancia  | Gestión de Riesgos Financieros                      |
| Maestrías a distancia  | Gestión de Servicios de Salud                       |
| Maestrías a distancia  | Gestión Minera Sostenible                           |
| Maestrías a distancia  | Gestión Pública                                     |
| Maestrías a distancia  | Ingeniería de Sistemas                              |
| Maestrías a distancia  | Innovación y Nuevos Negocios                        |
| Maestrías a distancia  | Intervención Social y Desarrollo Sostenible         |
| Maestrías a distancia  | Psicología de la Salud                              |
| Maestrías a distancia  | Seguridad y Salud en el Trabajo                     |
| Maestrías a distancia  | Transformación Digital                              |

## Investigación
- Centro de Innovación e Investigación Translacional en Salud - CITTSalud

## Rankings académicos
Para evaluar el desempeño de las universidades a nivel nacional y mundial, los rankings de clasificaciones académicas ubican a las instituciones de acuerdo a una metodología científica de tipo bibliométrica con criterios objetivos medibles y reproducibles: la reputación académica, la reputación de empleabilidad para los egresantes, la citas de investigación a sus repositorios y su impacto en la web. Del total de 92 universidades licenciadas en el Perú,
La Universidad Privada del Norte se ha ubicado regularmente entres dentro de los 20 primeros puestos nivel nacional en determinados rankings universitarios nacionales e internacionales.